# الأكاديمية المستقلة لمؤسسة المدارس
الأكاديمية المستقلة لمؤسسة المدارس هي مدرسة دولية خاصة تقع في هونغ كونغ، الصين.

## الروابط الخارجية
- The ISF Academy